# Ivan Sedliský
Ivan Sedliský, rodným jménem Ivan Kopřiva (14. května 1926, Ostrava, Československo – 19. března 1999, Praha, Česko), byl český malíř a grafik známý především svými cykly obrazu světových malířů či jiných významných osobností.

## Životopis
Malíř používal také jméno Ivo Sedliský. Jeho bratrem byl český grafik a typograf Milan Kopřiva. Studoval na AVU v Praze u Vratislava Nechleby, u kterého v letech 1952–1960 působil jako jeho asistent. Věnoval se především
figurálním kompozicím, byl autorem mnoha monumentálních prací. Znám je především cykly rozměrných obrazů s náměty světových malířů, herců a politiků, ale také portréty žen. Známé jsou i jeho obrazy automobilových závodníků. V 60. a 70. letech 20. století kromě České republiky vystavoval také v dalších evropských státech například v Německu či Nizozemí. Kromě olejomaleb jsou také ve veřejných prostorech k vidění jeho mozaiky. Například Lázně Luhačovice.
Jeho obrazy jsou zastoupeny v galeriích a soukromých sbírkách v Evropě a Severní Americe.
V od roku 2000 se jeho obrazy objevují v prodejních galeriích a aukčních síních. V roce 2012 proběhla výstava v zámku Letovice.

## Samostatné výstavy
- 1963 – Galerie Václava Špály, Praha, Československo
- 1969 – Leiden – Holandsko
- 1970 – Hamburg – Německo
- 1970 – Mnichov – Německo
- 1977 – Galerie bratří Čapků, Praha – Československo
- 1984 – Galerie Díla, Mariánské lázně – Československo
- 1988 – Galerie Vincence Kramáře, Praha – Československo
- 2012 – Zámek Letovice – Česko

## Společné výstavy s dalšími umělci
- 1961 – KD Chomutov, Československo – společně se sochařem Janem Hánou
- 1964 – Galerie Václava Špály, Praha, Československo – společně se sochařem Janem Hánou
- 1970 – Nancy, Francie
- 1970 – Vancouver, Kanada
- 1971 – Galerie Baukunst, Kolín nad Rýnem, Německo
- 1971 – Městská knihovna Lyngby – Dánsko